# Annabel Chong
Grace Quek (chiń. 郭盈恩; pinyin Guō Yíng’ēn; ur. 22 maja 1972 w Singapurze), lepiej znana pod pseudonimem filmowym Annabel Chong – była aktorka filmów pornograficznych, mieszkająca w Stanach Zjednoczonych. Zyskała sławę po odbyciu 251 aktów seksualnych z ok. 70 mężczyznami w ciągu 10 godzin w styczniu 1995 i ustanowieniu w ten sposób rekordu świata. Zapis filmowy z tego wydarzenia ukazał się pt. The World's Biggest Gang Bang. Chong była również bohaterką przebojowego filmu dokumentalnego Sex: The Annabel Chong Story.

## Życiorys

### Wczesne lata
Urodziła i wychowała się w Singapurze. Uczęszczała do CHIJ Opera Estate Primary School. Naukę kontynuowała w Raffles Girls Secondary i Hwa Chong Junior College. 
Studiowała prawo w Londynie, jako stypendystka. Podczas studiów padła ofiarą zbiorowego gwałtu na śmietniku w blokowisku. W wieku 21 lat rozpoczęła studia podyplomowe w Los Angeles na kierunku fotografii, plastyki i feminizmu na Uniwersytecie Południowej Kalifornii (gender studies). 

### Kariera
W 1994, mając 22 lata zaczęła pracować w przemyśle pornograficznym, w tym w filmie Zane Entertainment Group Depraved Fantasies 3 w scenie podwójnej i potrójnej penetracji i Fantastic Pictures I Can't Believe I Did The Whole Team. Traktowała swoją pracę w przemyśle porno jako próbę rewizji utwierdzonych przekonań widzów dotyczących kobiecej seksualności.
Zaistniała w styczniu 1995, gdy wzięła udział w 251 aktach seksualnych z ok. 70 mężczyznami, została nazwana „Singapurskim Bankiem Spermy” i wystąpiła w filmie Metro World's Biggest Gang Bang 1 - Annabel Chong (1995) w scenie z 50 mężczyznami, a także zawodowymi aktorami porno takimi jak Tom Byron, Dave Cummings, Tommy Gunn, Ron Jeremy, Nick Long, Dick Nasty, Blake Palmer, Ed Powers i Joey Silvera i Marc Wallice. Produkcja ta jednak otrzymała branżową nagrodę XRCO Award w kategorii „najgorszy film roku”.
W 2002 została umieszczona na czterdziestym miejscu na liście 50. największych gwiazd branży porno wszech czasów przez periodyk Adult Video News.
W listopadzie 2004 podjęła potem pracę jako webdesigner i konsultantka. Została również artystką plastyczką, miała wystawę zbiorową w Nowym Jorku.

## Filmografia
| Rok  | Tytuł                                                   | Rola                | Reżyser                |
| ---- | ------------------------------------------------------- | ------------------- | ---------------------- |
| 1999 | Sex: The Annabel Chong Story (film dokumentalny)        | w roli samej siebie | Gough Lewis            |
| 2000 | Lui yun na wa yee (film dokumentalny)                   | w roli samej siebie | Barbara Wong Chun-Chun |
| 2001 | Porn Star: The Legend of Ron Jeremy (film dokumentalny) | w roli samej siebie | Scott J. Gill          |